# 李东山
李东山（1873年—1946年），名树桐，字东山，山东威海人，中国钟表制造工业创始人及民族实业家。

## 成就
1892年，曾创办德顺兴五金行，于1911年辛亥革命后相继在烟台开办同志玻璃厂、瑞兴制伞厂，在威海开办威新花炮厂、同庆顺镶锡店等，这些厂店在烟、威一带均为首创。1915年初，李东山看到钟表制造业有利可图，遂于当年7月以德顺兴五金行资产投资2.5万元，在烟台朝阳街南首东侧创办了中国第一家民族钟表工业宝时造钟厂。1918年，李东山研制出中国第一批座钟。李东山是当时中国第一个创办钟表机械制造业的实业家。
李东山带动了烟台的制钟业的繁荣，并且培养了一批技术人才，这些人走出烟台，在天津、沈阳、上海、北京开办造钟厂，促进了中国制鈡业的发展。
1931年，宝时造钟厂更名为德顺兴造钟厂。
1938年，占据烟台的日本要求入股德顺兴造钟厂，并要求李东山在伪商会任职，这些要求均被李东山拒绝，表现出了民族气节。结果，日本宪兵队罗织罪名，抓走并羁押了李东山的儿子。李东山在家庭和生意均受打击的情况下，最后逐渐退出了企业的经营管理。1946年7月李东山在烟台病逝，享年73岁。